# Екатериновка (Приморский край)
Екатери́новка — село в Партизанском районе Приморского края. Население по переписи 2002 года составило 3642 человек, из которых 48,8 % мужчин и 51,2 % женщин.

## История
20 августа 2015 года село серьёзно пострадало из за накрывшего юг Приморья тайфуна Гони.

## География
Село Екатериновка стоит на реке Пасечная (правый приток реки Партизанская), река Партизанская протекает примерно в 2 км от села.
Через деревню проходит автотрасса «Находка — Кавалерово», расстояние до районного центра Владимиро-Александровское — 2,5 км (на восток).
На север от Екатериновки идёт дорога к пос. Боец Кузнецов, железнодорожному разъезду 151 км, селу Новая Сила, пос. Лозовый и к Партизанску.

## Население
| 1898 | 1900 | 1912 | 1915 | 2002  | 2010  | 2021  |
| ---- | ---- | ---- | ---- | ----- | ----- | ----- |
| 227  | ↗336 | ↗537 | ↗819 | ↗3642 | ↘3582 | ↘3467 |

### Известные люди
В селе родился Михаил Долгаль (1905—1987) — советский геолог, первооткрыватель Учалинского медноколчеданного и Волковского медно-железо-ванадиевого месторождений.

## Достопримечательности
Недалеко от посёлка в скале Екатериновского массива есть Екатериновские пещеры. Самая древняя из них пещера Географического общества относится к верхнему палеолиту и датируется возрастом 32,8 тыс. лет. Они до сих пор хранят в себе загадки истории. Здесь археологи находили останки древних животных и следы пребывания наших далёких предков.